# 3845 Neyachenko
A 3845 Neyachenko (ideiglenes jelöléssel 1979 SA10) egy kisbolygó a Naprendszerben. Nyikolaj Sztyepanovics Csernih fedezte fel 1979. szeptember 22-én.